# ベドラム
座標: 北緯51度22分51秒 西経0度01分50秒 / 北緯51.3809度 西経0.0306度

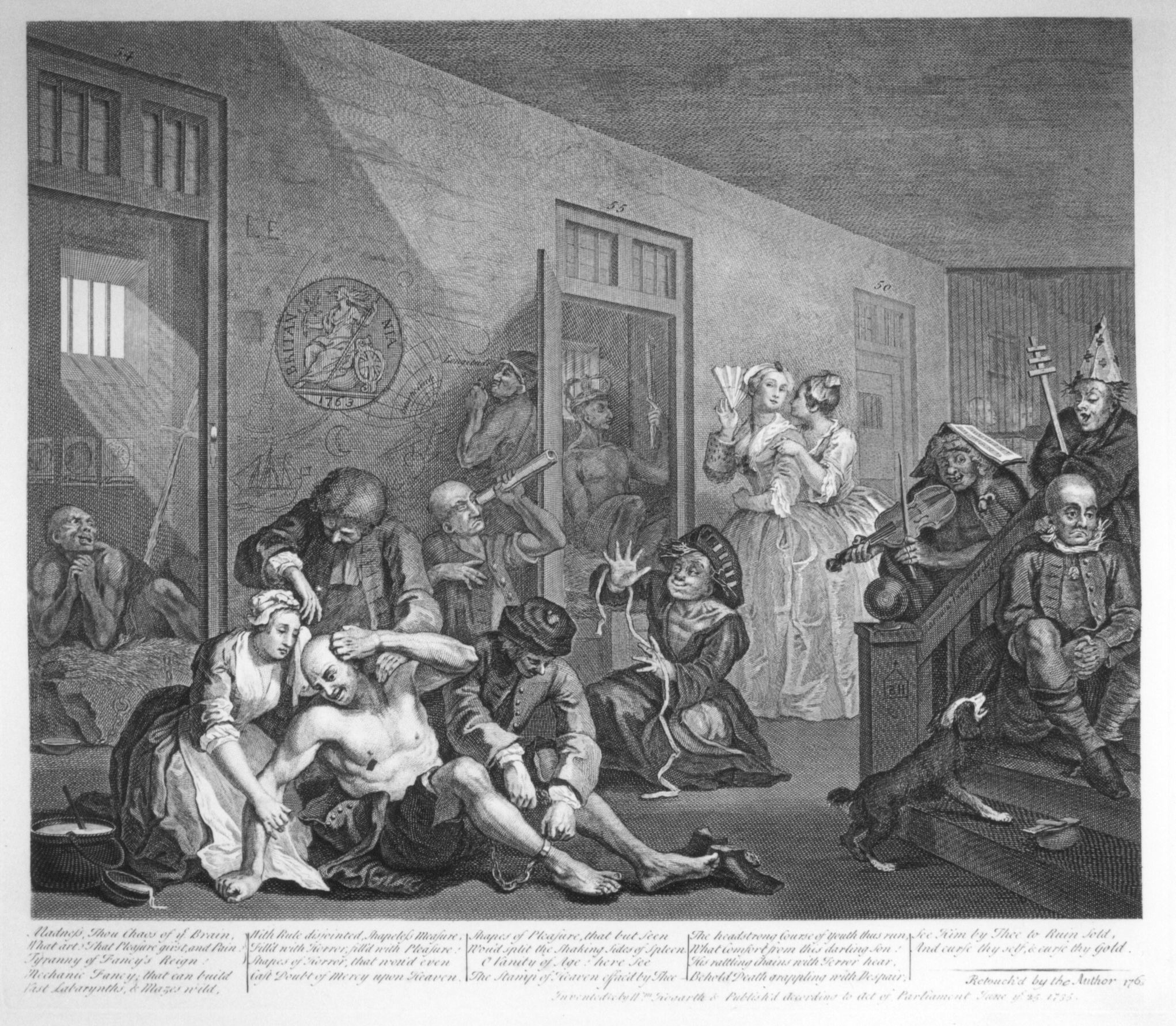
ウィリアム・ホガースが描いた王立ベスレム病院の内部、1763年

ベドラム (Bedlam) はイギリスにある世界で最も古い精神病院の一つ。正式名称は王立ベスレム病院 (Bethlem Royal Hospital)。ベスレム病院 (Bethlem Hospital) 、ベツレヘム病院 (Bethlehem Hospital) などとも呼ばれる。現在はイングランドのケント州ベカナムに位置する。英語ではbedlamという単語は精神障害者の保護施設一般を指す言葉として長く使われ、後に「騒ぎ」や「混乱」を意味するようになった。

## 歴史
ベドラムはもともと、1247年にロンドンに建設された、修道女と"the order of the Star of Bethlehem"の信者のための小修道院であった。このときの敷地は、現在リバプール・ストリート駅の建つビショップスゲート通り(Bishopsgate Street)だった。ベドラムという呼び名はこのベツレヘム (Bethlehem) が短縮されたものである。1330年には「病院」として言及され、1377年からは精神病も扱い始めたが、1403年までに収容された患者数は僅かに9人であった。
ベドラムは16世紀初頭の地図によれば、ビショップゲート通りに面し、いくつかの石造の建物と中庭、更には教会と庭園をもつ施設であった。治療の環境は一貫して極めて劣悪で、監禁とほとんど変わらない状態であった。全部で31人の患者が収容されており、おぞましいうめきに満ちていたという。暴力を振るうなどした危険な患者は、手錠をはめられ壁か床に鎖で繋がれた。
患者の中には退院や物乞いを認められるものもあった。ベドラムは王立病院であったが、1557年以降はロンドン市に移譲された。しかし、実際に管理していたのは刑務所を管理する役所（Governors of Bridewell）であった。日々の管理業務は、個々の患者の教会区や同業者組合、親戚などから報酬を受けていた看守によって行われていた。1598年の査察では、患者軽視の実態が明らかとなった。汚水の排泄が十分ではなく、また台所の下水設備も刷新が必要であった。このときには20人の患者が入院しており、そのなかには25年以上入院しているものも含まれていた。
その後ベドラムは非人間的で残忍な治療法で悪名高くなった。1675年、建物の老朽化に伴ってベドラムは、ロバート・フックによってデザインされたムーアフィールズ（Moorfields）の新築に移転した。これ以降を「第二期ベスレム」と呼ぶことがある。18世紀には多くの人々が狂人を見物するために多くの人がベドラムを訪れた。貴族などの見物客は一人1ペニーを支払って入場し、患者たちの奇妙な振舞いや暴力行為などを見物して楽しんだ。毎月第一火曜日には入場が無料になった。また、見物客には患者を突いて興奮させるための長い杖の持ち込みも許可されていた。1819年には96000人の見物客が訪れた。患者達は1700年には「患者(patients)」と呼ばれていたものが、1725年から1734年の間に「治療可(curable)」と「治療不可(incurable)」という言葉が用いられるようになった。
ベドラムは18世紀の画家ウィリアム・ホガースの A Rake's Progess （『放蕩者一代記』、1735年）にとりわけよく描かれている。これは裕福な商人の息子トムが、その不道徳な生活の結果ベドラムの監房に送られてしまうというストーリーの8枚からなる絵画で、この時代の、狂気は道徳の低さの結果であるという見方を反映している。この頃、カルヴィニズムの予定説に基づいて勤勉の精神が説かれたことから、精神病者や浮浪者などは勤労に従事しない「怠け者」と見なされ、道徳的に低い存在と考えられていた。そのため、福祉などが一般の勤勉な市民よりも後回しにされていた。しかし、ジョージ3世が発狂したことにより、精神病は王ですらなるものだという認識が広まり、また、精神病は原則として治りうるものという印象が王の侍医たちの努力によって深まり、狂気に対する人々の態度は物笑いの種から思いやりに転じていった。
1815年、ベドラムはセント・ジョージ・フィールズ(St George's Fields)のランベス(Lambeth)に建てられた新しい建物（ Sydney Smirkeによってデザインされ、現在では帝国戦争博物館（the Imperial War Museum）として利用されている）へ移転した。同時に、患者の呼称も「不運な人(unfortunates)」に改められた。この建物には優れた図書館が別館として存在し、患者は性別ごとに収容され、夕方には大舞踏場での音楽に合わせたダンスを楽しむこともできた。教会においても患者は性別ごとにカーテンで区切られた。1930年、ベトラムは最終的にロンドン郊外のMonks Orchard House跡地へ移転した。
現代の初めにはベドラムから退院した患者は病院から物乞いの許可をもらっていると広く信じられていた。彼らを描いた作品にはAbraham-men やTom o' Bedlamといった作品がある。彼らはしばしば錫のプレートをバッジとして腕に身に付けており、"Bedlamers"、"Bedlamites"、"Bedlam Beggars"(ベドラムの乞食）として知られていた。

## 現在
王立ベスレム病院は現在、モーズレイ病院(Maudsley Hospital)など他の病院とともに、サウスロンドン&モーズリー NHS トラスト(South London & Maudsley NHS Trust ('SLaM'))の一部となっている。SLAMは精神医療及び薬物乱用に対する治療をロンドン市民に提供しているほか、子供や若者向けの薬物乱用や摂食障害に対する治療を行っている。
また病院は作業療法、行動療法部門ももち、その建物の力強い外観と芸術療法に力を注いでいることが知られている。同部門では患者による作品を展示する独自のギャラリーも整備されており、多くの著名な芸術家が患者となって入院していたことで知られている。彼らの作品のいくつかはベスレム博物館に於いて見ることができる。

## 博物館
1970年、ベスレム王立病院には小さな博物館が設けられた。この博物館は毎週水曜日に一般に向けて公開されている。この博物館では、かつてこの病院に精神疾患で入院していた芸術家達の絵画などを、主に展示している。例えば、リチャード・ダッドやルイス・ウェインの作品が有名である。その他には17世紀にベドラムの門を飾っていたキース・ガブリエル・シバーによる「狂乱と憂鬱の狂気（Raving and Melancholy Madness)」とよばれる一対の像や、18世紀から19世紀にかけての家具、そして書庫の文書などが展示されている。博物館の規模が小さいことから一度に展示できるのは所蔵品の一部だけであるため、展示品は期間毎に変更されている。
ベスレム王立病院はベドラムに関する記録の他、モーズリー病院など他の病院の記録も大量に保管している。これらの記録は16世紀の患者にまで遡れる現代のカルテと変わらない詳細な記録である。これらの記録は機密を保持する必要がある最近の患者のものを除いて、申請すれば閲覧することができる。これらの記録や博物館は「ベスレム芸術歴史資料保存組合(the Bethlem Art and History Collections Trust)」と呼ばれる公認慈善事業団体によって管理されている。

## 著名な入院患者
- ルイス・ウェイン、画家
- リチャード・ダッド、画家
- ハンナ・チャップリン、俳優チャップリンの母
- レミュエル・フランシス・アボット、 肖像画家
- ジェームズ・ハッドフィールド（英語版）、ジョージ3世を暗殺
- シェーン・マクゴワン（英語版）、歌手
- ジェームス・ティリー・マシュー（英語版）、貿易商
- ダニエル・マクマートン、 殺人者
- ジョナサン・マーティン（英語版）、ヨーク大聖堂に放火
- エドワード・オックスフォード（英語版）、国家転覆を画策